# Estrada de gelo

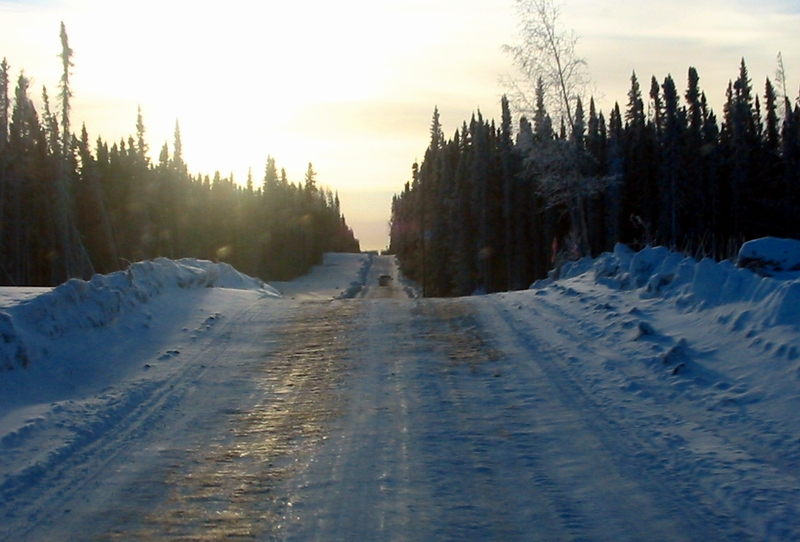
Estrada de gelo no Canadá.

As estradas de gelo, assim como as auto-estradas convencionais, são infraestruturas destinadas a comunicação e transporte terrestre, mas possuem características peculiares por serem construídas sobre vastos campos de gelo e neve em vez de asfalto, concreto ou pedras britadas, etc.
A maioria das estradas de gelo são construídas no norte do Canadá, bem como na Antártida. Essas auto-estradas somente funcionam durante os poucos meses mais frios do inverno. Elas precisam serem reconstruídas sazonalmente, pois somente podem ser construídas quando estão formadas as camadas mais espessas de gelo durante o período mais frio do ano, ultrapassando lagos, trechos de mar e acidentes geográficos que, em outras condições, seriam inacessíveis, servindo de conexão a pequenas ilhas e minas situadas no mar, distantes do território continental do país. Quando as temperaturas caem a -50°C abaixo de zero, congelam-se completamente os lagos e boa parte do mar, e a neve caída forma superfícies sólidas de conexões entre estes pontos. Antigamente se utilizavam trenós puxados por cachorros especializados para tal, mais tarde por bulldozers com uma chapa acoplada especialmente para a remoção de neve da superfície do terreno; e atualmente são utilizadas máquinas especialmente preparadas para trabalhar o gelo, a fim de construir esses tipos de rodovias que permitem a circulação de qualquer tipo de veículo convencional sobre o gelo, mesmo as carretas de grande porte. Apesar dos grandes perigos a serem enfrentados ao se conduzir veículos sobre gelo, o motivador principal de se utilizar estas vias de transporte anuais temporárias é a rearcável redução dos custos de transporte de produtos de maquinaria e alimentos, etc., que, de outras formas, seriam muito mais caros.
Os milenares povos habitantes das terras da região também tiram proveito dessas passagens invernais para alcançar pontos de caça bem mais distantes do que seu radial tradicional desde o seu local de residência.
As vias de gelo precisam serem mantidas por profissionais especialmente treinados para a sua manutenção, visto que os campos de gelo estão constantemente em estado de mutação.